# Klatrat dwutlenku węgla

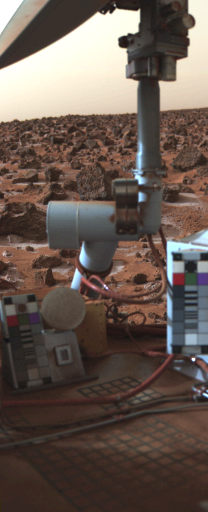
Lądownik Viking 2 (1976) dostarczył argumentów świadczących o obecności klatratów dwutlenku węgla na Marsie

Klatrat dwutlenku węgla – klatrat dwutlenku węgla w wodzie struktura nadcząsteczkowa mająca krystaliczną budowę CO2·nH2O. Cząsteczki dwutlenku węgla są uwięzione w sieci krystalicznej lodu. Struktura taka pozostaje stabilna w warunkach wysokiego ciśnienia (ponad 1 MPa w temperaturze 0 °C).

## Historia odkrycia
W warunkach laboratoryjnych po raz pierwszy klatrat dwutlenku węgla został otrzymany w roku 1882 przez Zygmunta Wróblewskiego z kwasu węglowego.
Po przekroczeniu pewnego granicznego ciśnienia w roztworze zaczęły formować się kryształy przypominające płatki śniegu. Powstawały one na zwilżonych ściankach naczynia i na powierzchni roztworu, z czego wynikało, że w procesie ważną rolę odgrywały zjawiska powierzchniowe. Wróblewski oszacował skład klatratu na CO2·8H2O. Dwa lata później M.P. Villard ustalił, że jest to CO2·6H2O.

## Występowanie
W warunkach ziemskich obecności klatratów dwutlenku węgla nie stwierdzono, chociaż niewykluczone, że są one obecne w głębszych warstwach lodowców. Istnieją natomiast uzasadnione podejrzenia, że kryształy te mogą występować na Marsie, w tym mogą być głównym składnikiem czap polarnych.